# Biled
Biled es una comuna ubicada en el distrito de Timiș, Rumania.

## Superficie
Posee una superficie de 55,11 kilómetros cuadrados.

## Demografía
Hasta 2021 la población era de 3031 habitantes, con una densidad de población de 55,0 habitantes por kilómetro cuadrado.